# Rio Paru
O rio Paru é um curso de água que banha o estado do Pará, no Brasil.
Nasce na serra do Tumucumaque, na fronteira com o Suriname, cruzando em toda a sua extensão o município de Almeirim no Pará, até desaguar na margem esquerda do rio Amazonas.
Em seu curso superior e médio cruza as etnias indígenas Apalaí e Wayana. Possui ainda em seu curso a cachoeira Acutumã.
Não confundir este rio com o rio Paru do Oeste, que nasce próximo ao Paru, mas desagua no rio Trombetas, afluente do Amazonas, e que serve de divisa entre os municípios de Óbidos e Oriximiná, também no Pará. Este último, em seu curso, atravessa as etnias indígenas dos tiriós e dos zoés.

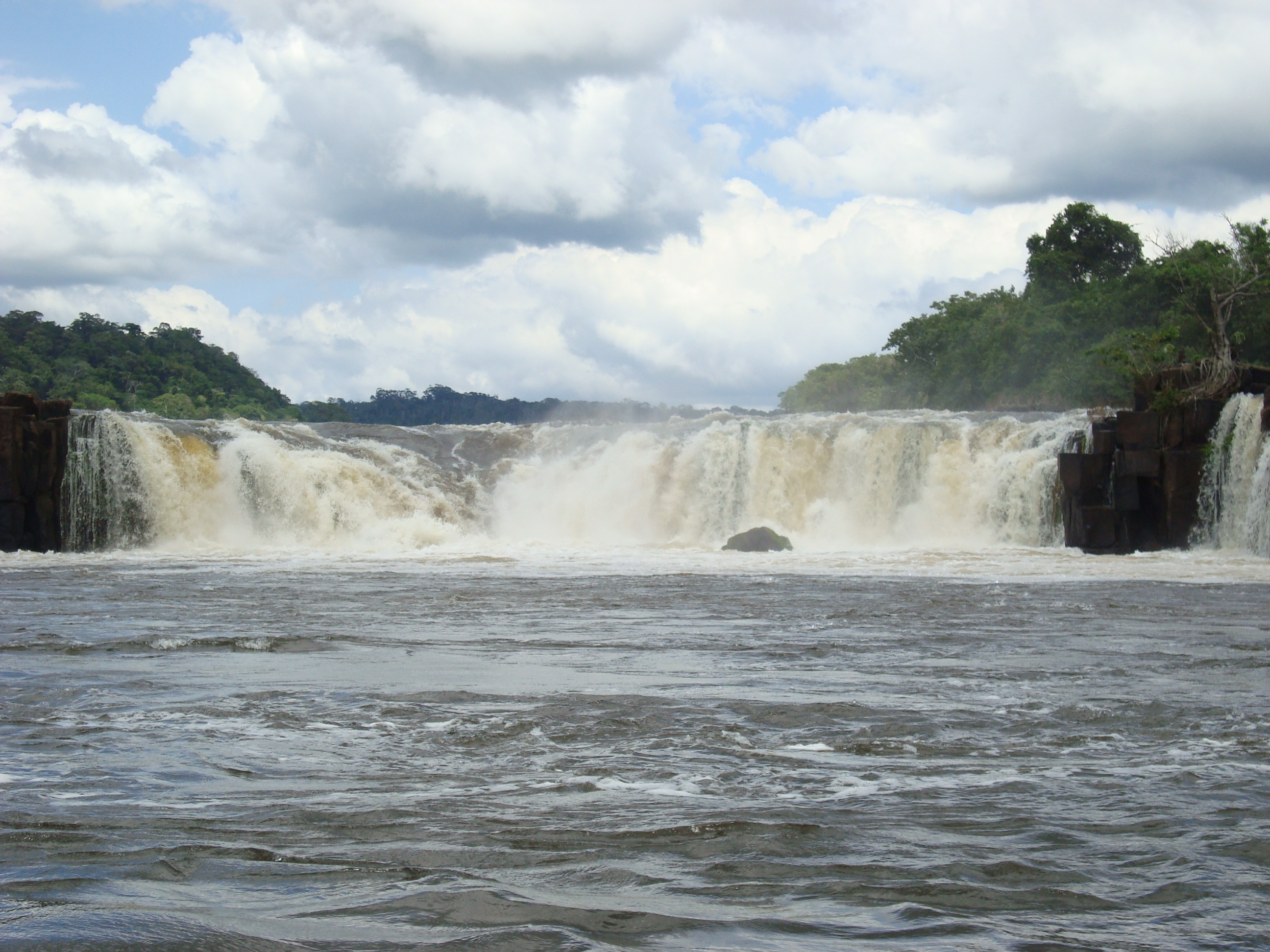
Cachoeira de Panama